# Idaea aversaria
Idaea aversaria là một loài bướm đêm trong họ Geometridae.